# Silver Strikers
Maillots
Actualités
Le Silver Strikers est un club malawite de football basé à Lilongwe.

## Palmarès
- Championnat du Malawi (9)
  - Champion : 1993, 1994, 1996, 2008, 2010, 2012, 2012-2013, 2013 et 2024

- Coupe du Malawi (3)
  - Vainqueur : 2007, 2014 et 2021
  - Finaliste : 2012 et 2013